# Manndaudsvinter
Manndaudsvinter er en demo fra det norske black metal-band Taake. Det er bandets tredje og sidste demo, samt den eneste demo som bandet udgav efter de havde skiftet navn fra Thule til Taake.

## Spor
1. "Manndaudsvinter" – 03:17
2. "Eismalsott" – 03:08